# ستانزيك (لوحة)
ستانزيك (البولندية: Stańczyk) هي لوحة بريشة الفنان البولندي يان ماتيكو عام 1862. إنه أحد أشهر أعمال ماتيكو ومن أشهر اللوحات البولندية على الإطلاق، تصور اللوحة المهرج (ستانزيك؛ يعني شيطانيّ) جالساً في غرفة مظلمة وفي الخلفية توجد حفلة صاخبة. اللوحة حصل عليها متحف وارسو الوطني في عام 1924. وخلال الحرب العالمية الثانية نهبها النازيون سنة 1939 خلال حملة سبتمبر ثم نهبها الاتحاد السوفيتي سنة 1945 خلال معركة برلين ، ولكن أعيدت إلى بولندا عام 1956 ومن ذلك الحين تتواجد اللوحة في متحف وارسو الوطني. 

## خلفية
كان ستانزيك ، الشخصية التي تظهر في اللوحة، هو مهرجاً للبلاط عندما كانت بولندا في أوج قوتها السياسية والاقتصادية والثقافية خلال عصر النهضة ، في عهد الملك سيجيسموند الأول (حكم 1506- 1548).  كان شخصية مشهورة. إلى جانب شهرته كمهرج، وُصِف بأنه رجل فصيح وذكي، يستخدم السخرية للتعليق على ماضي الأمة وحاضرها ومستقبلها. على عكس المهرجين في المحاكم الأوروبية الأخرى، كان ستانزيك يُعتبر دائمًا أكثر من مجرد فنان. كانت شهرة ستانزيك وأسطورته قوية في عصره سمعته بدأت بالانتعاش في القرن التاسع عشر ، ولا يزال معروفًا حتى يومنا هذا.
أدت ندرة المصادر إلى ظهور أربع فرضيات متميزة حول ستانزيك في القرن التاسع عشر ، أولها بأنه قد اخترع بالكامل من قبل جان كوتشانوفسكي (شاعر بولندي من القرن السادس عشر) وزملائه، وأنه "ربما كان مهرجًا نموذجيًا يرتدي زي معاصر بزي إيسوبي ، أو ربما كان رؤية شكسبيرية عن كتاب القرن التاسع عشر ، بأي حال، الإجماع بين العلماء المعاصرين هو أن مثل هذا الشخص قد وجدت بالفعل، وحتى لو لم يكن موجودًا، كان لهذه الشخصية أهمية كبيرة على الثقافة البولندية في القرون اللاحقة، حيث ظهر في أعمال العديد من الفنانين في القرنين التاسع عشر والعشرين. 

## الوصف
التكوين الأساسي للوحة هو التناقض بين المهرج (ستانزيك ) ، والحفلة الحية التي تحدث في الخلفية. يظهر ستانزيك جالسًا بمفرده في غرفة مظلمة، بينما الحفلة، التي تستضيفها العائلة المالكة، تتأرجح وترقص في القاعة المجاورة. كئيب، عميق التفكير، مظهره يختلف كلياً عما يتوقعه المرء من مهرج.  تتعزز جديته من خلال ملحقاته، الماروتي (عبارة عن عصا أو صولجان برأس منحوت عليه) ملقى على الأرض، في حين يمكن رؤية قلادة لمادونا السوداء تخرج من قميصه. أما السجادة المتجعدة عند قدمي ستانزيك يمكن أن تكون قد تشكلت بسبب سقوطه من على الكرسي عند قراءة الرسالة، أو من خلال تحريك عصبي لقدميه بعد ذلك. على الطاولة توجد رسالة على الأرجح تعلن أن بولندا فقدت سمولينسك (الموجود الآن في روسيا) لصالح دوقية موسكوفي الكبرى ، مما تسبب في حزن ستانزيك وتفكيره في مصير وطنه. يبدو أن الرسالة قد تم تجاهلها من قبل بعض المسؤولين، وفقط المهرج يدرك مدا أهميتها - بينما يحتفل الحكام، متجاهلين الأخبار السيئة.  تحمل الرسالة العناوين ألاتية (MDXXXIII) مشيراً إلى عام 1533 وأسم "Samogitia" وهي إحدى مقاطعات الكومنولث.
ألامر المثير للحيرة هو أن المذكرة تتعارض مع التاريخ الفعلي لسقوط سمولينسك في عام 1514 ، وهي مسألة نقاش مستمر، فهذا يدل على وجود خطأ صريح من قبل ماتيكو الذي عرف بدقته، واستخدامه للرموز والأيقونات، وهو أمر غير مرجح. كذلك يوجد رمز آخر، وهو العود ، والذي يمثل رمزاً للمجد لدى رسامي الحركة الرمزية ، يحمله قزم والذي تم تصويره على أنه شخص ذو مكانة منخفضة في المجتمع في زمن ماتيكو ؛ هذا يشير إلى تراجع ثروات سلالة جاجيلون الحاكمة. كذلك تم فتح النافذة مما أدى إلى إزعاج مفرش المائدة هذا يشير إلى حدوث اضطراب في النظام الحالي. من خلال النافذة المفتوحة، يمكن رؤية الصورة المظلمة لكاتدرائية فافل في كراكوف - وهي موقع تتويج الملوك البولنديين. بجانبها، يُرى مذنب - والذي يتعبر نذير شؤم. اكتملت صور السقوط بإدراج النجوم الثلاثة لحزام الجبار في الأعلى وإلى يسار برج الكاتدرائية. في الأساطير اليونانية ، كان أوريون (يمثل حزام الجبار) صيادًا قويًا أعمته الأنا وعظمته، لكنه سقطة في النهاية بواسطة لدغة عقرب صغير. 

## الأرث والأهمية التأريخية

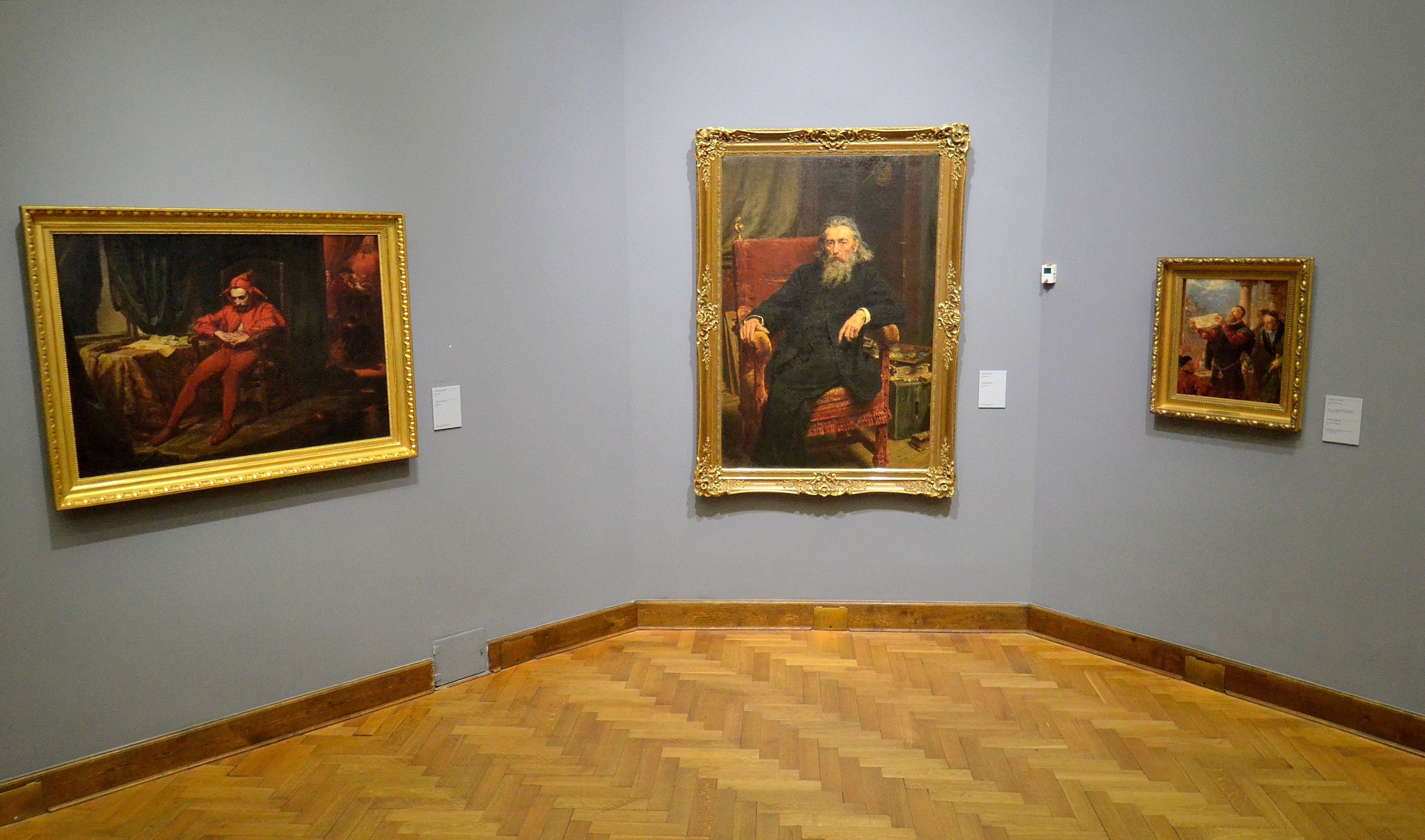
لوحة ستانزيك (يسار) في متحف وارسو الوطني

كان ماتيكو مفتونًا بستانزيك منذ شبابه، وصوره في العديد من أعماله. تم الانتهاء من ألوحة في عام 1862 ، عندما كان ماتيكو يبلغ من العمر أربعة وعشرين عامًا، وهي أحد أشهر أعماله والذي جعله يشتهر. يُنظر إليه على أنه لوحة رئيسية لفهم أسلوب ماتيكو ونواياه في فنه. استخدم ماتيكو وجهه لرسم ستانزيك ، وبهذا العمل بدأ سلسلة من اللوحات التي تحلل وتفسر تاريخ بولندا من خلال شخصية ستانزيك. تعتبر اللوحة أيضًا ذات أهمية كبيرة لثقافة بولندا بشكل عام. تم وصفها بأنها واحدة من أكثر اللوحات شهرة في متحف وارسو الوطني ، وهي لوحة رئيسية لـ «مجموعة اللوحات البولندية قبل عام 1914». خلقت اللوحة صورة ستانزيك التي أصبحت مشهورة وتكررت في أعمال أخرى. عادة ما تكون أشهر لوحات ماتيكو عبارة عن مشاهد جماعية كبيرة ذات حشود غافرة ؛ المشاهد الفردية أقل شيوعًا في عمله.  عند إنشائها، لم تحظ اللوحة بالكثير من الاهتمام، واكتسبتها جمعية أصدقاء الفنون الجميلة في كراكوف لغرض أعطائها في اليانصيب. فاز بها بعد ذلك فرد معين، كوريتكو، والذي أثناء كونها في حوزته لحق بها ضرر طفيف.  عند صعود ماتيكو إلى الشهرة، أعيد اكتشاف اللوحة وأشاد بها باعتبارها تحفة فنية، واكتسبها متحف وارسو الوطني في عام 1924.  خلال الحرب العالمية الثانية نهبها النازيون. ثم استولى عليها الاتحاد السوفياتي وأعيدت إلى بولندا حوالي عام 1956. 

## الرسام

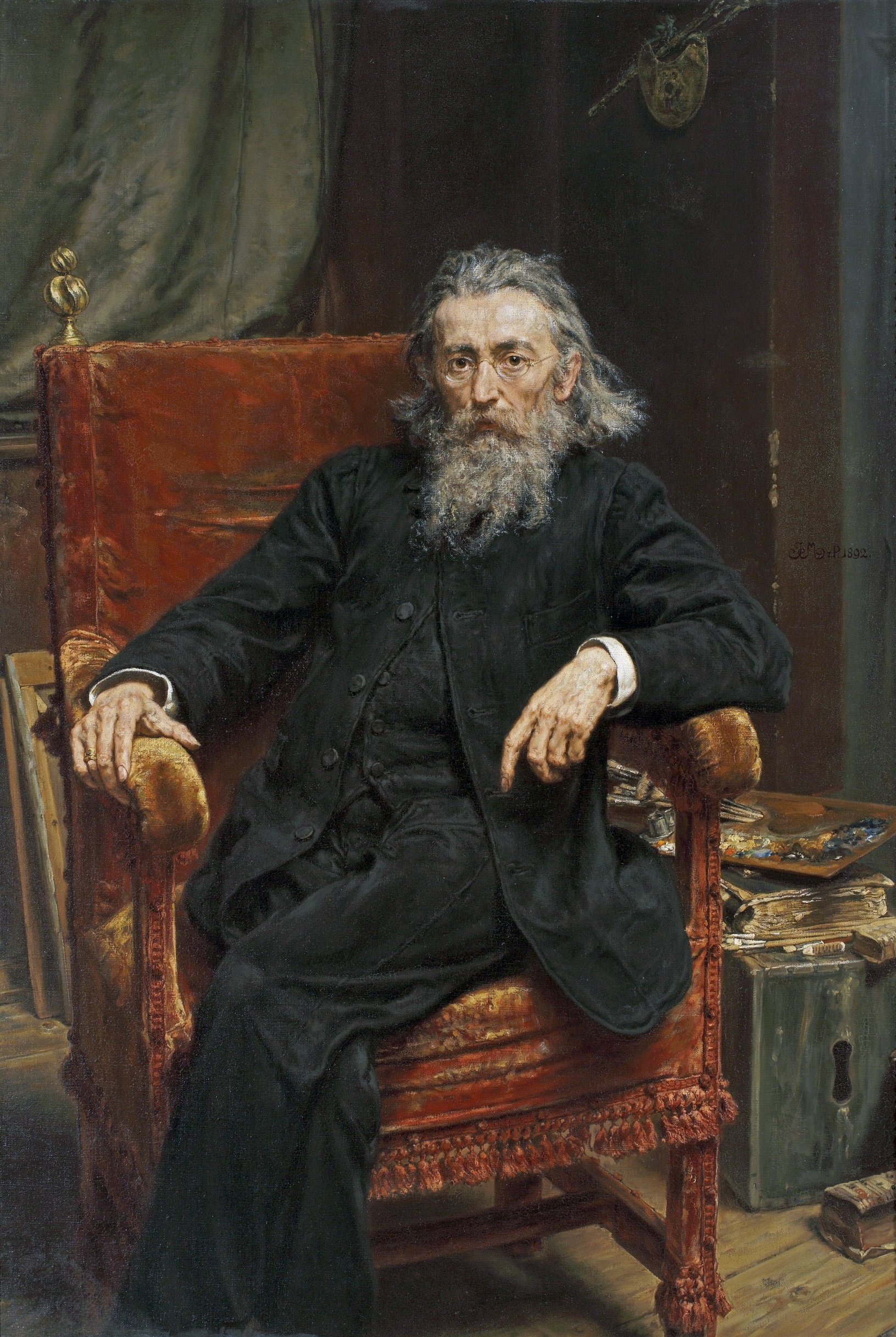
يان ماتيكو

يان ماتيكو (24 يونيو 1838 - 1 نوفمبر 1893)، رسام شهير بولندي عُرف بلوحاته البولندية التاريخية السياسية والعسكرية. يعتبر ماتيكو من بين الرسامين البولنديين الأكثر شهرة، ووصف بأنه (أعظم رسام تاريخي في بولندا) و(شخصية اعتبارية للأمة كافةً) بحلول وقت وفاته. نجح في نشر التاريخ البولندي وإبقاء بولندا في ذاكرة العالم بينما كانت بلاده منقسمة دون أي تمثيل سياسي مستقل. أصبحت أعماله التي نُشرت في آلاف النسخ توضيحًا للعديد من الأحداث الرئيسة في التاريخ البولندي. ويُعتبر ألبومه المصور الذي حمل عنوان أسلوب اللباس في بولندا عام  1860 مرجعًا تاريخيًا قيمًا. أشار نقاد عمله إلى استخدامه لأسلوب الرسم التقليدي (الواقعية القديمة، والتأثيرات المسرحية). غالبًا ما فقدت أعماله -في المعارض الخارجية. سببت لوحاته في بعض الأحيان بعض الجدل. خضعت لوحاته للرقابة في الإمبراطورية الروسية، وخططت ألمانيا النازية لتدمير لوحته (معركة غرونفالد) ولوحة (بيعة بروسيا) التي اعتبرتها السلطات النازية مسيئة (كانت هذه اللوحات من بين العديد من اللوحات التي خطط الألمان لتدميرها في حربهم على الثقافة البولندية، لكن نجحت المقاومة البولندية في إخفائها).
ركز ماتيكو على المواضيعِ الرئيسة في التاريخ البولندي واستخدم المصادر التاريخية لرسم الأحداث في تفاصيل تاريخية دقيقة. تُعتبر أقدم لوحاته لوحات تاريخية بسيطة خالية من وجود أي رسائل مضمنة. أما لوحاته اللاحقة بدءًا من لوحة ستانزيك عام 1862 فقد ألهمت المشاهدين برسائل وطنية. صورت لوحة ستانزيك المهرج في المحكمة على أنه رمز لضمير البلاد.